# Johanne Mathilde Dietrichson

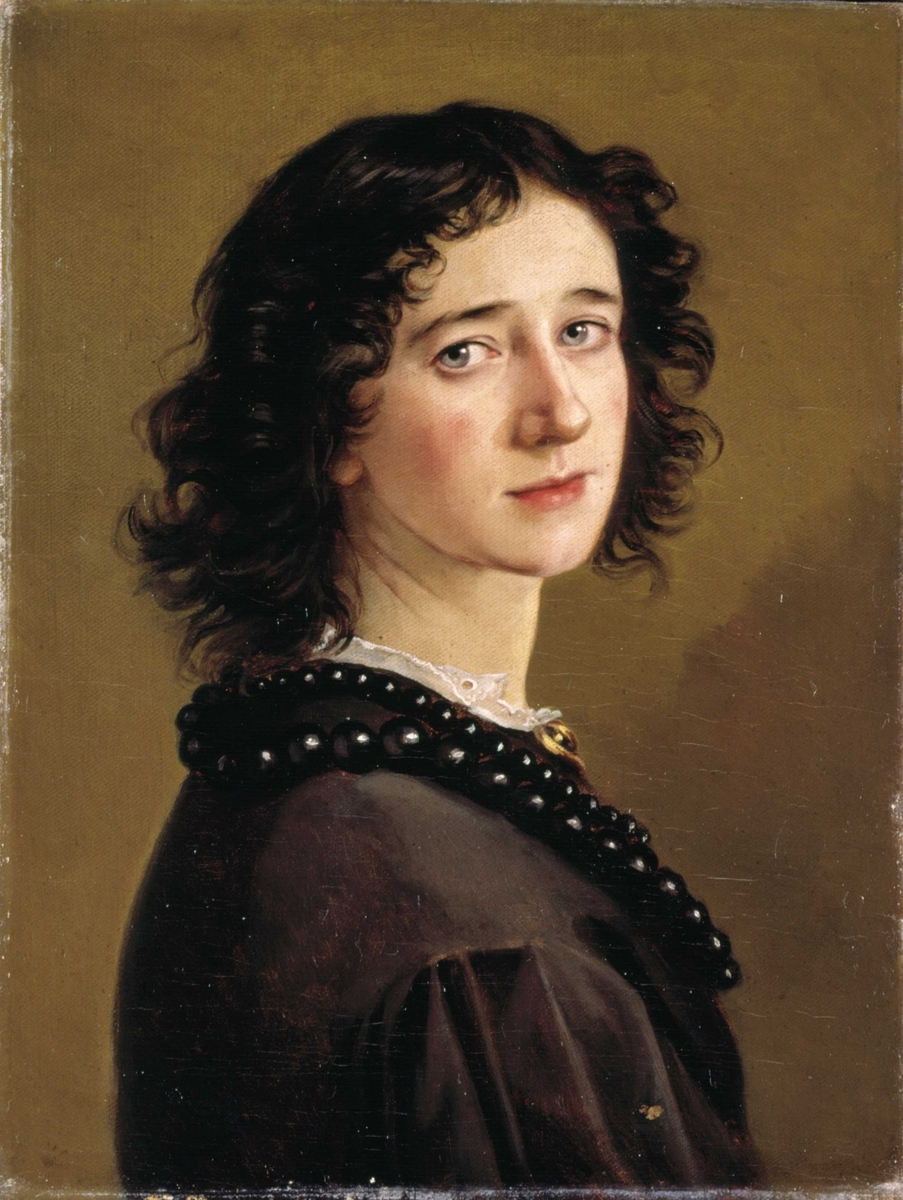
Zelfportret (1865)

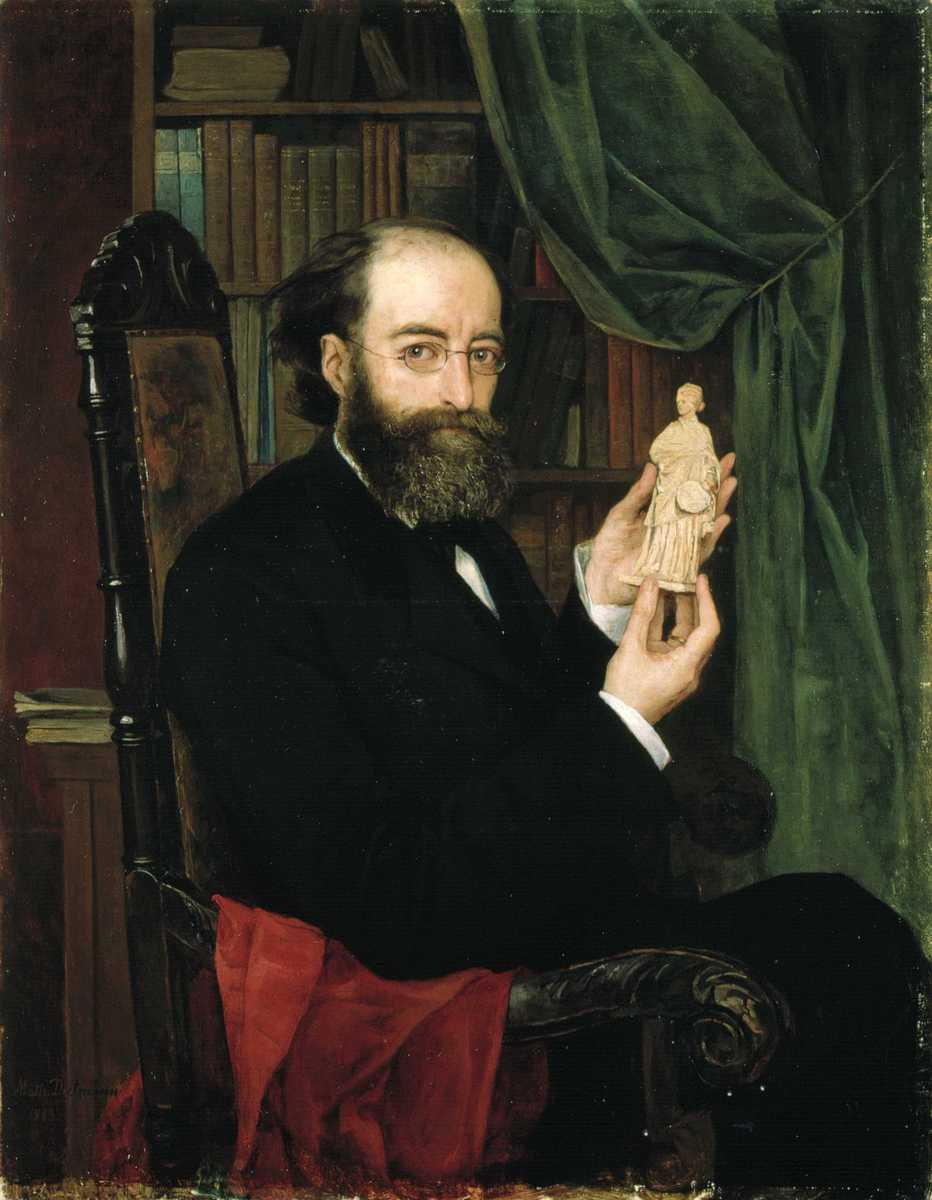
Portret van Lorentz Dietrichson

Johanne Mathilde Dietrichson (geboren als Johanne Marie Bonnevie (Oslo, 12 juli 1837 - 28 november 1921) was een Noorse schilder. Zij was de dochter van Honoratus Bonnevie (burgemeester van Trondheim) en Sophie Augusta Baumann, en de zus van Jacob Aall Bonnevie.
Johanne Mathilde Dietrichson bracht haar jeugd deels door in Trondheim, deels in Kongsberg. Later kreeg ze tekenles in Oslo. Op aanraden van Adolph Tidemand reisde ze in 1857 naar Düsseldorf, waar ze tot 1861 privéles kreeg van historie- en portretschilder Otto Mengelberg. Het jaar daarop trouwde ze met kunsthistoricus Lorentz Dietrichson en vergezelde hem op zijn reizen. Ze woonden tot 1865 in Rome, waar het enige kind van het paar werd geboren, de dochter Honoria Sofie (1863–1934). In 1865 verhuisden de Dietrichsons naar Stockholm, waar Lorentz Dietrichson tot 1875 werkte als kunsthistoricus in het Nationale Museum en aan de universiteit. In 1873 nam ze deel aan de wereldtentoonstelling in Wenen. Op de vele reizen die ze met haar man ondernam, kreeg ze les van onder anderen Franz Defregger in München en van Chaplin in Parijs. In 1875 keerde het echtpaar terug naar Oslo.
Johanne Mathilde Dietrichson was de eerste Noorse vrouw die een academische opleiding in de schilderkunst volgde. Ze schilderde portretten, figuurcomposities, historische interieurs en landschappen in de late romantische stijl van de Düsseldorfse School.

## Werken
- Knud Bergslien, portret (1896)
- Lorentz Dietrichson, portret (1883)
- Sigaren rokende jongens (1877)
- De Pelgrim (1869)
- Ophelia (1866)
- Zelfportret (1865)